# Playas del Palo
Playas del Palo es un barrio litoral perteneciente al distrito Este de la ciudad andaluza de Málaga, España. Según la delimitación oficial del ayuntamiento, limita al norte con los barrios de Echeverría del Palo, El Palo y Miramar del Palo; al este, con el barrio de El Chanquete; al oeste, con el barrio de Las Acacias, del que lo separa el arroyo Jaboneros; y al sur, con el mar.

## Transporte
En autobús está conectado al resto de la ciudad mediante las siguientes líneas de la EMT: 
| Línea | Trayecto                | Recorrido | Frecuencia |
| ----- | ----------------------- | --------- | ---------- |
| 29    | Jarazmín - El Palo      | Recorrido | 60 minutos |
| N1    | Puerta Blanca - El Palo | Recorrido | 25 minutos |